# Émile Albert
Pour les articles homonymes, voir Albert.
Émile Albert est un pianiste et compositeur français né le 1er janvier 1822 à Montpellier et mort le 17 août 1865 à Bagnères-de-Bigorre.

## Biographie
Joseph François Émile Albert naît le 1er janvier 1822 à Montpellier.
Il étudie dans sa ville natale auprès de son père, Narcisse Albert, professeur de piano, avant de s'installer à Paris vers la fin des années 1840.
Dans la capitale, Émile Albert se fait connaître en faisant publier en 1851 de nombreuses pièces pour piano, des polkas, mazurkas, impromptus, fantaisies, romances sans paroles, un quadrille, Les Tout Fous, ainsi qu'un recueil de Douze Études op. 17.
Comme compositeur, outre divers morceaux pour piano qu'il continue de faire éditer, dont plusieurs études, Albert est aussi l'auteur d'un recueil de six mélodies, Li Prouvençalo (1853), d'un recueil de motets, Chants du salut pour le mois de Marie [...] avec accompagnement d'orgue (1855), d'un Cours gradué d'études élémentaires progressives de style et de perfectionnement pour piano (1857) et d'un Trio de salon avec piano (1860). Son catalogue compte au total une soixantaine de numéros d'opus.
Émile Albert écrit également pour la scène. Il compose un opéra bouffe, Les Petits du premier, sur un livret de William Busnach, créé au théâtre Saint-Germain le 5 décembre 1864 puis repris aux Bouffes-Parisiens (première le 3 mars 1865), dont la partition piano et chant est publiée en 1865, et un opéra, Jean le Fol, créé en août 1865 à Bagnères-de-Bigorre.
C'est dans cette ville des Pyrénées, où il se trouvait pour diriger les répétitions de Jean le Fol,, qu'il meurt le 17 août 1865, à l'âge de quarante-trois ans. Il était membre de la Société des compositeurs de musique.